# Laissac-Sévérac l’Église
Laissac-Sévérac l’Église – gmina we Francji, w regionie Oksytania, w departamencie Aveyron. Została utworzona 1 stycznia 2016 roku z połączenia dwóch wcześniejszych gmin: Laissac oraz Sévérac-l’Église. Siedzibą gminy została miejscowość Laisac. W 2013 roku populacja wyżej wymienionych gmin wynosiła 2073 mieszkańców.

## Zabytki
Zabytki posiadające status monument historique:
- Dolmen des Cayroules 1 w Sévérac-l’Église